# Quintín Lame
Manuel Quintín Lame Chantre (1880-1967) fou un indígena colombià rebel del cap del segle xx que va intentar conformar una república independent indígena.
Va néixer a El Borbollón, a prop de Popayán, el 26 d'octubre del 1880. Va morir a Ortega (Tolima) el 7 d'octubre de 1967.
Fill dels indígenes nasa Mariano Lame i Dolores Chantre. A la guerra del 1885, la seva germana Licenia, muda, fou violada. A la Guerra dels Mil Dies, van mutilar el seu germà Feliciano. El 1901 anà a l'exèrcit conservador i marxà a Panamà, on va veure que la lluita indígena era justa. Quan va tornar, es casà amb Belinda León i va començar un moviment indigenista. El 1910 fou triat representant i defensor dels cabildes indígenes del Cauca i després viatjà a Bogotà per estudiar les cèdules reials i es presentà al Congrés.
El 1914 dirigí un aixecament indígena al Cauca i el va voler estendre a Huila, Tolima i del Valle del Cauca. Se'l va acusar de construir una república dels indígenes i va ser arrestat el 9 de maig de 1915. El van tancar a la presó un any, incomunicat. Després el van continuar arrestant, però el moviment va créixer fins a arribar a constituir-se en una veritable «guera racial». El 1917 fou tancat durant quatre anys.
També circularen versions que tenia suposats poders sobrenaturals, com el de la ubiqüitat o la capacitat de transformar-se en animal; per això l'alcalde d'Ortega (lloc on estava pres), li va tancar la cabellera diverses vegades perquè pensava que el seu poder radicava allà.
El 23 d'agost de 1921 fou alliberat i s'integrà al moviment a Tolima. El 1924 redactà el seu llibre: El pensamiento del indio que se educó en las selvas colombianas